# Le Crès
Le Crès è un comune francese di 7 740 abitanti situato nel dipartimento dell'Hérault nella regione dell'Occitania.

## Società

### Evoluzione demografica
Abitanti censiti

## Amministrazione

### Gemellaggi
- Unterschleißheim
- Monteroni d'Arbia